# Pitcairnia xanthocalyx
Pitcairnia xanthocalyx là một loài thực vật có hoa trong họ Bromeliaceae. Loài này được Mart. miêu tả khoa học đầu tiên năm 1848.